# Kpelle
Kpelle (poznati i kao Guerze) je zapadnoafrički narod iz skupine Mande, naseljen u Liberiji (487.400; 1991. Vanderaa) i Gvineji (308.000; 1991. Vanderaa), i manje pleme Kono 90.000; 2001.) također u Gvineji. Sve ove tri skupine govore posebnim jezicima koji čine podskupinu kpelle. Liberiski Kpelle su gvinejske Kpelle, jer se tamo govori francuski,  prozvali francuskim kpellama. Prema profesoru antropologije Gerald M. Erchaku, kpelle sa savanskog područja zapadnog Sudana doseljavaju u Liberiju prije kraja 16. stoljeća. Ovdje se počinju baviti agrikulturom, tehnikom prilagođenoj šumskom području, posijeci-i-spali. Godine 1820. u Liberiju pristižu prvi Afroamerikanci, čime će početi i urbanizacija Liberije. Godine 1822. utemeljena je Monrovia, prozvana u čast James Monroea, petog predsjednika SAD-a koji je preminuo godinu dana prije. Urbanizacijom mnogi Kpelle odlaze u Monroviju, gdje danas čine znatan dio stanovništva.
Uzgoj riže na suhim posijeci-i-spali poljima osnova su njihove prehrane, dok na drugo mjesto dolazi kasava ili manioka, zatim jam, krumpir, patlidžan (lat. Solanum melongena), rajčica, sezam, paprika, luk, grejpfrut, ananas, papaja, banana i drugo bilje i voće. Uz agrarne poslove prisutan je i lov zbog mesa, ribolov i sakupljanje kojim dolaze do raznih vrsta orašaca, korijenja, zelenja, gljiva i divljeg voća. Većina Kpella domaćih životinja nema, tek nekoliko bogatijih obitelji koje posjeduje nešto svinja i goveda.
U uporabi je irokeška terminologija s bifurkacijskim stapanjem avunkularnih termina (ženski mu je ekvivalent materteralni), gdje su termini otac i stric jednaki. U kasnom 19. stoljeću uobičajena je bila monogamija a danas ima i poligamnih brakova. Postmaritalno stanište je patrilokalno, a za veoma mlade parove ponekad i neolokalno, odnosno prave sebi novi dom u blizini očeve kuće, gdje mladi par može očekivat pomoć. Kod poliginijskih obitelji idealno je da svaka od žena sa svojom djecom ima vlastitu kolibu, ovo je kod poliginijske Kpelle-obitelji, zbog relativnog siromaštva rijetko, a monogamna nuklearna i proširena obitelj sada su kod Kpella sve češća.

## Vanjske poveznice
- Kpelle syllabary
- THE KPELLE MOOT  Arhivirana inačica izvorne stranice od 24. rujna 2008. (Wayback Machine)